# Magdalena von Reischach
Magdalena von Reischach OCist (* 15. oder 16. Jahrhundert; † 1557) war eine deutsche Zisterzienserin und 1557 kurzzeitig Äbtissin des Zisterzienser-Klosters Wald.

## Leben
Magdalena von Reischach wird einmalig am 8. Februar 1557 als Äbtissin im Kloster Wald bei der Ausstellung einer Urkunde erwähnt. Das bedeutet, dass sie schon zu Lebzeiten der Vorgängeräbtissin Anna von Rothenstein († 31. März 1557) als Äbtissin regierte, die zuletzt am 28. Januar 1557 als Vorsteherin des Klosters genannt wird. Als Nachfolgerin beider im Amt als Äbtissin des Klosters Wald wurde am 22. April 1557 Helena von Reischach von Hohenstoffeln gewählt.